# Branislav Aksin
Branislav Aksin (12. мај 1959, Novi Sad) je trombonista i pedagog.

Završio je gimnaziju u Novom Sadu. Počev od drugog razreda gimnazije, uporedo učio trombon u muzičkoj školi «Isidor Bajić». Studirao na Tehnološkom fakultetu Univerziteta u Novom Sadu.
1979. godine se upisuje na Fakultet muzičke umetnosti u Beogradu u klasu prof. Vinka Valečića. Diplomirao je 1985. godine, a magistrirao 1989. godine u istoj klasi. Za vreme studija je osvajao najviše nagrade na republičkim i saveznim takmičenjima. Na FMU je dobitnik nagrade iz fonda prof. Jakova Srejovića za najbolji diplomski ispit i nagrade iz fonda prof. Bruno Bruna za najbolji magistarski ispit. Laureat je Takmičenja muzičkih umetnika u Zagrebu 1987. godine.
Od 1982. godine je član orkestra Opere SNP-a  kao bas trombonista, a 1984. godine je posavljen na mesto solo tromboniste. Takođe je solo trombonista Vojvođanske filharmonije koja je tada delovala u okviru SNP-a. Sezone 1988/89. radio kao solo trombonista Beogradske filharmonije.
Kao solista i kao član raznih kamernih ansmbala (Dou trombona, Novosadski brass quintet, Musica Viva, Tickmayer Formatio itd.) je održao niz koncerata u zemlji i inostranstvu i učestvovao na festivalima kao što su Nomus, Bemus, Tribina Jugoslovenskog stvaralaštva u Opatiji, Zagrebački bijenale itd.
Godine 1989. počinje saradnju sa «Theathre Jel» iz Francuske koji vodi Jozef Nagy, a od 1991. godine živi i radi u Orleanu (Francuska). Sa ovim ansamblom je gosovao u Francuskoj, Nemačkoj, Holandiji, Belgiji, Luksenburgu, Švajcarskoj, Italiji, Portugalu, Češkoj, Slovačkoj, Mađarskoj, Rumuniji, Izraelu.
1994. godine se vraća u Novi Sad gde je izabran za docenta za stručno umetničke predmete Trombon i Kamerna muzika na Akademiji umetnosti  u Novom Sadu.
Od 1995. godine je član je  kamernog orkestra «Camerata accademica» i Novosadskog Brass Quintet-a. Sa ovim ansamblima, zatim kao solista i u raznim drugim ansamblima nastupa na Nomusu-u, Bemusu-u, Međunarodnoj tribini kompozitora u Beogradu, te na mnogim koncertima u Novom Sadu, Beogradu, Subotici, Kanjiži, Senti, Vršcu, Podgorici,  Budvi, Budimpešti itd.
1999. godine je izabran za vanrednog profesora Akademije umetnosti.
U novije vreme sarađuje sa ansamblom «Sonemus» iz Sarajeva sa kojim je 2002. godine gostovao u Sarajevu, Zadru, Zagrebu, Beogradu, Podgorici i Skoplju, a septembra 2003. godine u Švajcarskoj (Cirih-Vintertur).
Član je Vojvođanskih simfoničara (solo trombonista) i orkestra Opere SNP-a (solo trombonista).
2004. godine je izabran za redovnog profesora Akademije umetnosti u Novom Sadu. Njegovi studenti su imali zapažene nastupe na studentskim koncertima u organizaciji Akademije umetnosti i u simfoniskom orkestru Akademije. Osvajali su najviše nagrade na studentskim takmičenjima.
Pored Akademije umetnosti u Novom Sadu predaje i na Akademiji umetnosti u Banja Luci.

## Spoljašnje veze
- Akademija umetnosti u Novom Sadu
- Akademija umetnosti u Banja Luci
- SNP

1. 1 2 3 4  „АКСИН Бранислав”. snp.org.rs. Приступљено 18. 1. 2024.